# Augustinerkloster Landsberg
Das Augustinerkloster war möglicherweise ein Kloster des Ordens der Augustiner-Eremiten in Landsberg in der brandenburgischen Neumark, heute Gorzów, im 14. Jahrhundert.

## Lage
Die Lage des Klosters ist ungewiss. Möglich wäre die südöstliche Ecke der Altstadt, in der danach das Schloss des Deutschen Ordens stand, oder ein Standort in der Woll-/Poststraße, der später als Klosterstelle, allerdings eines angeblichen Frauenklosters, bezeichnet wurde. Es lag wahrscheinlich nicht am Marktplatz östlich der Marienkirche, wo sich ein Münchehof befunden haben soll.

## Geschichte
Das Kloster wurde nur um 1375 einmal erwähnt, daher ist dessen Existenz nicht völlig sicher.
In den Statuten des Bistums Kammin wurde festgelegt, dass das Kloster der Augustiner zu Landsberg dem Bischof jährlich ein Fass Landsberger Wein zu liefern habe.
Möglich wäre eine Gründung nach dem Stadtbrand von 1350, als sich Landsberg zu einer der wohlhabendsten Städte der Neumark entwickelte. 1391 könnte es bei einem weiteren Stadtbrand wieder zerstört worden sein, da es 1415 bei einer Vereinbarung der Augustinerklöster der Neumark nicht mehr erwähnt wurde.
Das Kloster gehörte wahrscheinlich zur Ordensprovinz Marchia-Pruzzia und hatte mehrere Termineien.